# Ліам Фокс
Ліам Фокс (англ. Liam Fox; нар. 22 вересня 1961, Іст-Кілбрайд, Південний Ланаркшир, Шотландія) — міністр оборони Великої Британії з 12 травня 2010 до 14 жовтня 2011, міністр міжнародної торгівлі з 13 липня 2016 до 24 липня 2019 року.

## Біографія
Закінчив медичну школу Університету Глазго. На виборах 1992 року був обраний до Палати громад; відтоді регулярно переобирався. У 1992–1997 обіймав різні посади в міністерствах внутрішніх справ і закордонних справ, а також у казначействі.
У 1999–2003 був тіньовим міністром охорони здоров'я. У 2003–2005 був одним з двох співголів Консервативної партії. У травні — грудні 2005 року нетривалий час був тіньовим міністром закордонних справ. У вересні 2005 року Фокс висунув свою кандидатуру на вибори нового лідера Консервативної партії, який, на відміну від технічного поста голови партії, дозволяв визначати партійну політику. У другому турі голосування Фокс програв, отримавши 51 голос проти 57 голосів у Девіда Девіса і 90 голосів у Девіда Кемерона. 6 грудня Фокс став тіньовим міністром оборони.
У 2003 році голосував за вторгнення в Ірак. Також голосував проти рівних прав представникам сексуальних меншин, проти поглиблення інтеграції в Євросоюз, за виборну Палату лордів. Фокс є прихильником присутності британських військ в Афганістані.
12 травня 2010 став новим міністром оборони в уряді Девіда Кемерона. 14 жовтня 2011 подав у відставку через скандал зі включенням свого друга до складу офіційних делегацій.